# Liste der Diözesen der Episkopalkirche der Vereinigten Staaten von Amerika
| Provinz I Provinz II Provinz III | Provinz IV Provinz V Provinz VI | Provinz VII Provinz VIII Provinz IX |

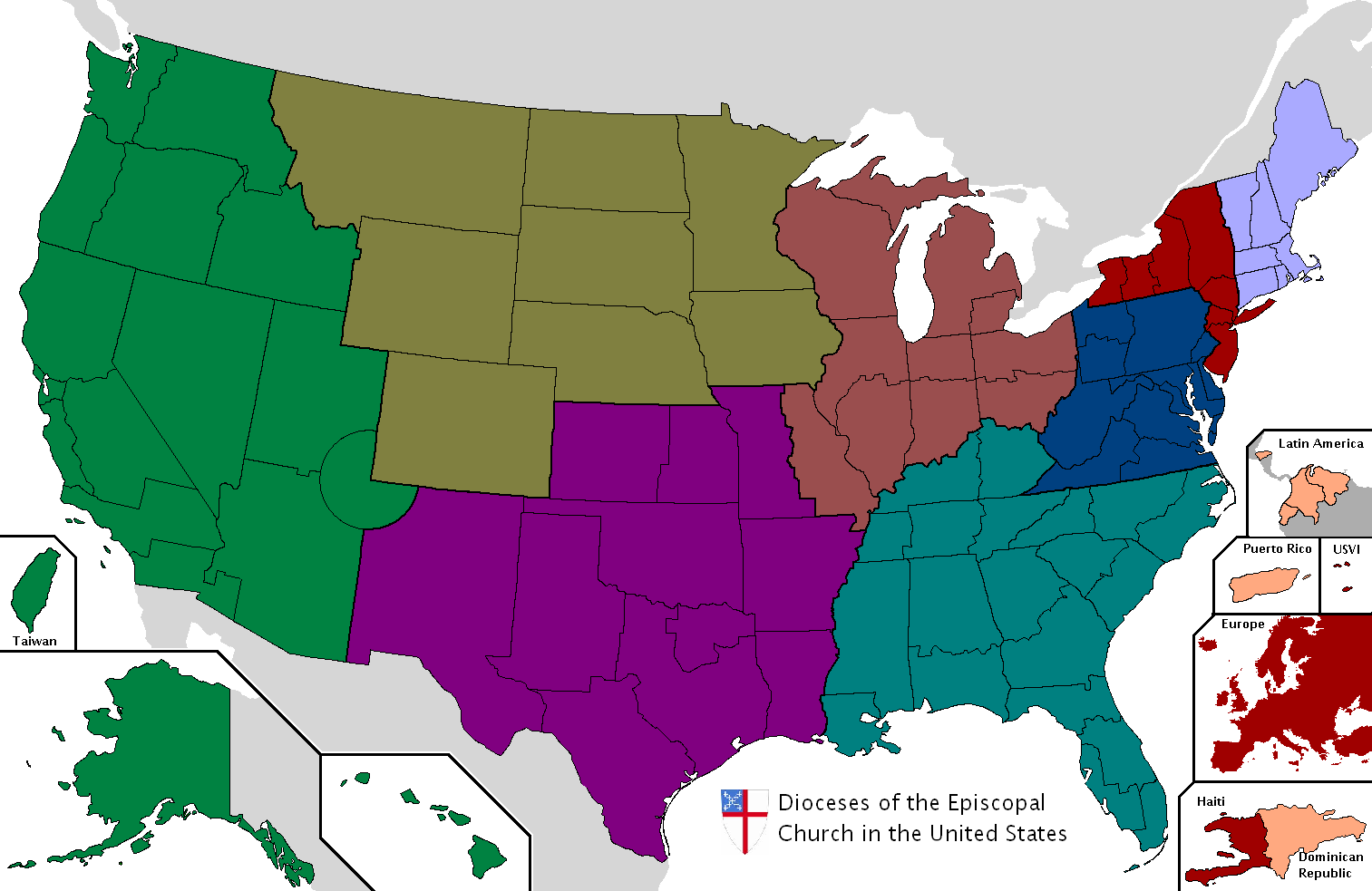
Karte der Diözesen der episkopalischen Kirche nach Provinz gefärbt

Diese Liste enthält die Diözesen der Episkopalkirche der Vereinigten Staaten von Amerika. Dazu gehören 100 Diözesen in den US-Bundesstaaten und dem District of Columbia sowie 11 im Ausland oder Territorien der Vereinigten Staaten. Jede Diözese wird von einem Bischof geführt. Eine Diözese ist die Zusammenfassung aller Kirchengemeinden innerhalb seiner Grenzen, die normalerweise mit den Grenzen eines US-Bundesstaats oder eines Teils davon übereinstimmen.
Üblicherweise werden die Diözesen, die innerhalb der USA liegen, nach dem Bundesstaat, in dem sie liegen, bzw. nach dem entsprechenden Teil (z. B. Northern Michigan oder West Texas), benannt. In der Regel, in Bundesstaaten, in denen es mehr als eine Diözese gibt, trägt das Gebiet, in dem die ersten anglikanischen Gemeinden gegründet wurden, den Namen des Bundesstaats selbst, während die anderen nach Städten oder geografischen Teilbereichen genannt werden. So z. B. in Georgia hat die Diocese of Georgia ihren Sitz in Savannah, weil dort die englische Besiedlung begann, und nicht in dem heute bevölkerungsreicheren Ballungsraum von Atlanta, der zur Episcopal Diocese of Atlanta gehört.
Spezialdiözesen sind das Convocation of American Churches in Europe, das einer Diözese gleichgestellt ist und zur Province II gehört, das Federal Ministries, das auch zur Province II gehört, und das Micronesia.
Die Diözesen sind in neun Kirchenprovinzen gruppiert; der Name des Bischofssitzes ist in Klammern angegeben, wenn dieser von dem Namen der Diözese abweicht.

## Province I: Neuengland
- Episcopal Diocese of Connecticut (Hartford)
- Episcopal Diocese of Maine (Portland)
- Episcopal Diocese of Massachusetts (Boston)
- Episcopal Diocese of New Hampshire (Concord)
- Episcopal Diocese of Rhode Island (Providence)
- Episcopal Diocese of Vermont (Burlington)
- Episcopal Diocese of Western Massachusetts (Springfield)

## Province II: New York und New Jersey
- Episcopal Diocese of Albany
- Episcopal Diocese of Central New York (Syracuse)
- Episcopal Diocese of Cuba
- Convocation of Episcopal Churches in Europe (Paris)
- Episcopal Diocese of Haiti (Port-au-Prince)
- Episcopal Diocese of Long Island (Garden City)
- Episcopal Diocese of New Jersey (Trenton)
- Episcopal Diocese of New York
- Episcopal Diocese of Newark
- Episcopal Diocese of Rochester
- Episcopal Diocese of the Virgin Islands (Charlotte Amalie, US Virgin Islands/Amerikanische Jungferninseln, auch die British Virgin Islands/Britische Jungferninseln gehören zur Diözese)
- Episcopal Diocese of Western New York (Buffalo)

## Province III: Mittelatlantik
- Episcopal Diocese of Bethlehem
- Episcopal Diocese of Central Pennsylvania (Harrisburg)
- Episcopal Diocese of Delaware (Wilmington)
- Episcopal Diocese of Easton
- Episcopal Diocese of Maryland (Baltimore)
- Episcopal Diocese of Northwestern Pennsylvania (Erie)
- Episcopal Diocese of Pennsylvania (Philadelphia)
- Episcopal Diocese of Pittsburgh
- Episcopal Diocese of Southern Virginia (Norfolk)
- Episcopal Diocese of Southwestern Virginia (Roanoke)
- Episcopal Diocese of Virginia (Verwaltung in Richmond; Kathedrale in Orkney Springs)
- Episcopal Diocese of Washington
- Episcopal Diocese of West Virginia (Charleston)

## Province IV: Südosten
- Episcopal Diocese of Alabama (Birmingham)
- Episcopal Diocese of Atlanta
- Episcopal Diocese of Central Florida (Orlando)
- Episcopal Diocese of the Central Gulf Coast (Verwaltung in Pensacola; Kathedrale in Mobile)
- Episcopal Diocese of East Carolina (Kinston)
- Episcopal Diocese of East Tennessee (Knoxville)
- Episcopal Diocese of Florida (Jacksonville)
- Episcopal Diocese of Georgia (Savannah)
- Episcopal Diocese of Kentucky (Louisville)
- Episcopal Diocese of Lexington
- Episcopal Diocese of Louisiana (New Orleans)
- Episcopal Diocese of Mississippi (Jackson)
- Episcopal Diocese of North Carolina (Raleigh)
- Episcopal Diocese of South Carolina (Charleston)
- Episcopal Diocese of Southeast Florida (Miami)
- Episcopal Diocese of Southwest Florida (Saint Petersburg)
- Episcopal Diocese of Tennessee (Nashville)
- Episcopal Diocese of Upper South Carolina (Columbia)
- Episcopal Diocese of West Tennessee (Memphis)
- Episcopal Diocese of Western North Carolina (Asheville)

## Province V: Mittlerer Westen
- Episcopal Diocese of Chicago
- Episcopal Diocese of Eau Claire (Eau Claire)
- Episcopal Diocese of Eastern Michigan (Saginaw)
- Episcopal Diocese of Fond du Lac (Fond du Lac)
- Episcopal Diocese of Indianapolis
- Episcopal Diocese of Michigan (Detroit)
- Episcopal Diocese of Milwaukee
- Episcopal Diocese of Missouri (St. Louis)
- Episcopal Diocese of Northern Indiana (South Bend)
- Episcopal Diocese of Northern Michigan (Marquette)
- Episcopal Diocese of Ohio (Cleveland)
- Episcopal Diocese of Quincy (Peoria)
- Episcopal Diocese of Southern Ohio (Cincinnati)
- Episcopal Diocese of Springfield
- Episcopal Diocese of Western Michigan (Portage/Kalamazoo)

## Province VI: Nordwesten
- Episcopal Diocese of Colorado (Denver)
- Episcopal Diocese of Iowa (Verwaltung in Des Moines; gleichberechtigte Kathedralen in Davenport und Des Moines)
- Episcopal Diocese of Minnesota (Verwaltung in Minneapolis; gleichberechtigte Kathedralen sowohl in Minneapolis als auch in Faribault)
- Episcopal Diocese of Montana (Helena)
- Episcopal Diocese of Nebraska (Omaha)
- Episcopal Diocese of North Dakota (Fargo)
- Episcopal Diocese of South Dakota (Sioux Falls)
- Episcopal Diocese of Wyoming (Laramie)

## Province VII: Südwesten
- Episcopal Diocese of Arkansas (Little Rock)
- Episcopal Diocese of Dallas
- Episcopal Diocese of Fort Worth (Verwaltung in Fort Worth; Kathedrale in Bedford)
- Episcopal Diocese of Kansas (Topeka)
- Episcopal Diocese of Northwest Texas (Lubbock)
- Episcopal Diocese of Oklahoma (Oklahoma City)
- Episcopal Diocese of the Rio Grande (Albuquerque)
- Episcopal Diocese of Texas (Houston)
- Episcopal Diocese of West Missouri (Kansas City)
- Episcopal Diocese of West Texas (San Antonio)
- Episcopal Diocese of Western Kansas (Salina)
- Episcopal Diocese of Western Louisiana (Shreveport)

## Province VIII: Pazifik
- Episcopal Diocese of Alaska (Fairbanks)
- Episcopal Diocese of Arizona (Phoenix)
- Episcopal Diocese of California (San Francisco)
- Episcopal Diocese of Eastern Oregon (The Dalles)
- Episcopal Diocese of El Camino Real (San José)
- Episcopal Diocese of Hawaii (Honolulu) – ehemals die selbständige anglikanische Church of Hawaii
- Episcopal Diocese of Idaho (Boise)
- Episcopal Diocese of Los Angeles
- Navajoland Area Mission
- Episcopal Diocese of Nevada (Las Vegas)
- Episcopal Diocese of Northern California (Sacramento)
- Episcopal Diocese of Olympia (Seattle)
- Episcopal Diocese of Oregon (Portland)
- Episcopal Diocese of San Diego
- Episcopal Diocese of San Joaquin (Fresno)
- Episcopal Diocese of Spokane (Spokane)
- Episcopal Diocese of Taiwan (Taipei)
- Episcopal Diocese of Utah (Salt Lake City)

## Province IX: Lateinamerika
- Episcopal Diocese of Colombia (Bogotá)
- Episcopal Diocese of the Dominican Republic
- Episcopal Diocese of Central Ecuador (Quito)
- Episcopal Diocese of Litoral Ecuador (Guayaquil)
- Episcopal Diocese of Honduras (San Pedro Sula)
- Episcopal Diocese of Puerto Rico
- Episcopal Diocese of Venezuela (Caracas)

## Nicht mehr bestehende Diözesen
- Eastern Episcopal Diocese (1811–1843)
- Episcopal Diocese of Western Colorado (1919 mit Colorado vereint)
- Episcopal Diocese of Duluth (1943 mit Minnesota vereint)
- Episcopal Diocese of The Platte (1943 mit Nebraska vereint)
- Episcopal Diocese of South Florida (1969 in Central Florida, Southeast Florida und Southwest Florida aufgespalten)
- Episcopal Diocese of Shanghai (1844–1950)